# Piața Roșie
Piața Roșie (în limba rusă Кра́сная пло́щадь, transliterație cu alfabetul latin cu diacritice românești: Krasnaia ploșcead, pronunție: [ˈkrasnəjə ˈploɕːətʲ]) este cea mai cunoscută piață din Moscova. Piața separă Kremlinul, fosta reședință imperială, în prezent sediul președinției ruse, de zona comercială Kitay-gorod. Este locul din care pornesc, în toate direcțiile, marile străzi ale Moscovei și drumuri ale Rusiei, fiind de aceea considerată centrul Moscovei și al Rusiei.

## Numele și originea
În locul Pieței Roșii erau în vechime clădiri din lemn. Acestea au fost demolate în 1493, la ordinul lui Ivan al III-lea al Rusiei, deoarece constituiau un pericol de incendiu. Zona eliberată a devenit piața centrală a Moscovei, mai târziu fiind folosită pentru ceremonii publice, proclamații, uneori și ca loc de încoronare al țarilor ruși.
Numele de „Piața Roșie” provine de la cuvântul rusesc красная (krasnaya), care înseamnă deopotrivă „roșu” și „frumos”, ultimul înțeles (un arhaism) fiind folosit pentru a desemna Catedrala Sfântului Vasile Blajennîi de lângă, fiind apoi transferat numelui pieței. Alte câteva orașe din Rusia au piața centrală numită tot Piața Roșie.

## Istoria recentă
În timpul perioadei sovietice Piața Roșie și-a menținut statutul. Aici era adresa guvernului sovietic și tot aici aveau loc defilările militare. Catedrala Kazan și Capela Iverskaya cu Porțile Reînvierii au fost demolate pentru a crea acces vehiculelor grele militare (ambele au fost reconstruite după căderea URSS). Au fost întocmite planuri și pentru demolarea binecunoscutei Catedrale Sf. Vasile.  Se spune că Lazar Kaganovici, directorul planului de reconstrucție a Moscovei, a întocmit un model al Pieței Roșii, cu care s-a prezentat la Stalin, și a început să-i explice cum catedrala încurca traficul și ar trebui demolată. Când a luat însă macheta catedralei de pe masă, Stalin a replicat: „Lazar! Pune-o la loc!”.
Cele mai faimoase defilări militare prin piață au fost cele ale Armatei Roșii din 1941 și 1945. În timpul primei defilări Moscova era în bătaia tunurilor armatei germane, trupele care defilau plecând direct pe linia frontului. La a doua defilare, 24 iunie 1945, drapelele armatei germane învinse au fost aruncate la picioarele Mausoleului lui Lenin.
În 1990 Kremlinul și Piața Roșie au fost printre primele locuri din URSS adăugate de UNESCO în lista locurilor din patrimoniul mondial.
Multe celebrități ca Shakira, Paul McCartney, Pink Floyd au susținut concerte în Piața Roșie. Concertul lui Paul McCartney din 2003 a avut o semnificație specială, fiind primul Beatles care a concertat în Rusia, formația fiind interzisă anterior acolo.

## Clădiri și monumente

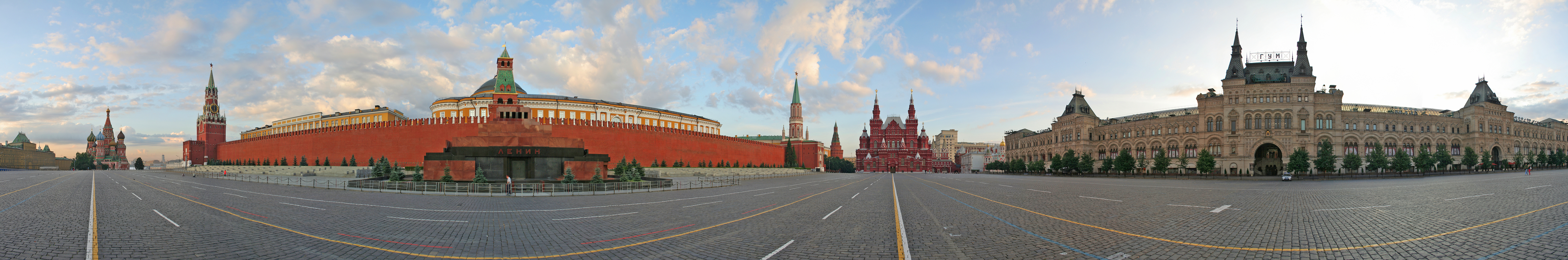
Panoramă de 360° în care apar o parte dintre clădirile din Piața Roșie

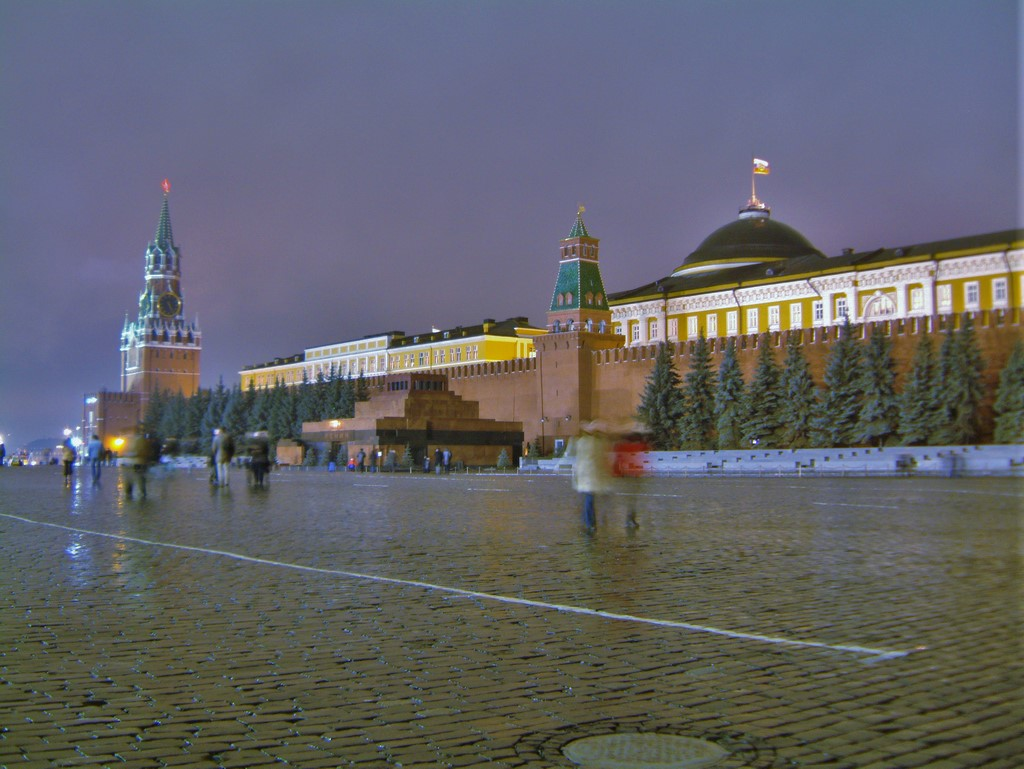
Piața Roșie noaptea, cu mausoleul lui Lenin în centru

Fiecare clădire din piață are o istorie bogată. Mausoleul lui Lenin conține trupul conservat al lui Lenin, fondatorul Uniunii Sovietice. În apropiere se află Catedrala Sfântul Vasile, puternic iluminată, precum și palatele și bisericile din Kremlin.
În partea de est a pieței se află „Marele magazin universal GUM”, iar lângă el Catedrala Kazan, restaurată. Partea de nord este ocupată de „Muzeul Național de Istorie”, la nord-vest „Poarta Reînvierii” cu „Capela Ivoron”, restaurate după 1990.
Singura statuie este „Monumentul lui Kuzma Minin și Dmitri Pojarski”, care au contribuit la eliberarea Moscovei de invadatorii polonezi în 1612, în timpul Timpurilor întunecate. Lângă ea se află „Lobnoye Mesto”, o platformă circulară unde aveau loc ceremoniile publice.
Piața Roșie are 330 metri lungime și 70 metri lățime. 